# Курган (охоронний № 7801)
Курган (охоронний № 7801) розташований у м. Кривий Ріг, Тернівський район, вул. Полєнова, на території кладовища.

## Передісторія
Курган виявлено у 1983 р. археологом О. О. Мельником. Відноситься до епохи бронзи.

## Пам'ятка
Насип знаходиться у східному секторі кладовища в 30 м на північний схід від огорожі та в 100 м на південний схід від церкви, яка за межами цвинтарю. Поверхня знівельована, сучасна висота до 0,5 м, візуально майже не простежується.
В умовному центрі кургану сучасні поховання із стелами І. А. Куцарова, Л. І. Куцарової та І. В. Коломієць (захоронення 2002—2007 рр.).